# اوبرا، هند
اوبرا (به انگلیسی: Obra) یک منطقهٔ مسکونی در هند است که در Sonebhadra district واقع شده‌است. اوبرا ۴۶٬۵۷۴ نفر جمعیت دارد.